# Otto Jacobi (Schriftsteller)
Otto Theodor Ludwig Carl Jacobi (* 1803 in Bielefeld; † 28. Oktober 1855 in Berlin) war ein deutscher Jurist, Obertribunalrat und Schriftsteller. Zu seinen Lebzeiten veröffentlichte er unter dem Pseudonym Otto vom Ravensberg.

## Leben
Otto Jacobi kam im Jahr 1803 in Bielefeld, in der damaligen Grafschaft Ravensberg zur Welt. Sein Vater war der spätere Wirkliche Geheime Kriegsrat Carl Johann Franz Jacobi (* 16. Juli 1772 in Bochum; † 6. Februar 1836 in Berlin), Sohn des Bochumer Bürgermeisters Georg Friedrich Jacobi und der Ottonetta Johanna Katharina, geb. von Strünckede-Dorneburg, und Enkel von Johann Conrad Jacobi; seine Mutter war Juliane Adriana Amalie Jacobi, geb. Nottebohm (* 3. Februar 1779 in Brackwede; † 16. Oktober 1855 in Berlin), Tochter des Kaufmanns Abraham Nottebohm (1748–1814) und der Johanna Eleonora Möller (1754–1823). Ottos Eltern hatten am 26. Juni 1799 in Bielefeld geheiratet; er hatte mehrere Geschwister.

## Studium
Otto Jacobi besuchte das Gymnasium zum Grauen Kloster in Berlin.
Zu Ostern 1822 bis Ostern 1824 war Otto Jacobi an der Friedrich-Wilhelms-Universität zu Berlin immatrikuliert. Neben seinen juristischen Studien war er auch Mitglied des philologischen Seminars, studierte bei August Boeckh. und wurde 1823 von der Burschenschaft Guestphalia rezipiert. Sein Studium schloss Jacobi in Göttingen bei Gustav Hugo mit einer juristischen Promotion zum Thema Lehnswesen ab.
Anschließend wurde Jacobi Referendar. Am 10. Juli 1830 trat er in den Staatsdienst ein und wurde Assessor beim Kammergericht zu Berlin.

## Literarische Arbeiten
Schon in seiner Zeit als Referendar beschäftigte sich Jacobi mit literarischen Arbeiten. 1835 trat er erstmals mit Veröffentlichungen unter dem Namen Otto vom Ravensberg hervor, womit er auf seine westfälische Herkunft anspielte. Das Pseudonym wurde aber bereits seit 1842 verschiedentlich aufgedeckt, u. a. im Allgemeinen Theater-Lexikon und im Pierer. Später ließ er es auf Titelblättern eingeklammert hinter seinen bürgerlichen Namen setzen.
Karl Rosenkranz, der ihn damals kennenlernte, gründete mit seinen Jugendfreunden Jacob Simon, Wilhelm Volk und August Wilhelm Bohtz ein Lesekränzchen, an dem auch Otto Jacobi teilnahm: „Hatte er seine Geschäfte abgethan, so gehörte alle übrige Zeit dem Betrieb und Genuß der Literatur und Kunst. Ich sage absichtlich, dem Betrieb, denn Jacobi dichtete und componirte. Er war ein durch und durch braver, gemüthlicher, im Innern und Aeußern reinlicher, sauberer Mann. Er wollte nichts weniger, als die ganze deutsche Kaisergeschichte von Karl dem Großen bis zum dreißigjährigen Kriege in einem Cyclus von Tragödien durchführen.“
Allerdings war seinen literarischen Bemühungen nach Rosenkranz nur mäßiger Erfolg beschieden: „Er brachte es zu Nichts. Sein edles Bemühen, sein Talent wurde zugestanden, allein seine Leistungen verloren sich, weil sie, mit einem Wort zu sagen, zu kraftlos waren.“ Er ließ offenbar die Werke – wenigstens zum großen Teil – auf eigene Kosten drucken und bot seine Dramen vergebens beim Hoftheater in Berlin an.
Im Trauerspiel König Hiarne erkannte ein Kritiker „ein achtbares Talent“ und „effectvolle Umschwünge“, allerdings auch Mängel; „es hätte nur der Freihaltung von Fouqué’scher Sentimentalität, die nordischen Göttern und Halbgöttern so ungemein schlecht steht, bedurft, um bei einer Austiefung der Schatten und einiger poetischer Beleuchtung der Lichtstellen ein tüchtiges Werk daraus zu machen“.
Karl Rosenkranz urteilte ähnlich, sah sich aber außerstande, die Werke seines Freundes „in öffentlicher Kritik aufzuloben. Schlecht war nicht das Prädikat, das ihnen gebührt hätte; so gut aber waren sie auch nicht, einen höheren und allgemeinen Antheil zu erregen“.
Gleichwohl blieb Jacobi von erstaunlicher Produktivität. Neben Dramen schrieb er Prosa und Gedichte. In einer Rezension hieß es: „Der Verfasser ist kein großer, nicht einmal ein bedeutender, aber unbedingt ein echter Dichter, und in unserer dürftigen Gegenwart müssen wir auch schon solch Einen willkommen heißen. Man kann ihn lieb gewinnen, ohne ihn besonders respectiren zu müssen; er ist wahr, innig, warm, und wenn er auch in manchen Richtungen noch auf überwundenem Standpunkte steht, wenn er oft auch recht exclusiv dichtet: so ist es doch immer wirklich gedichtet, wirklich empfunden und jede innerlich gefühlte Wahrheit hat ihre Berechtigung, wenn auch keine künstlerische, so doch persönliche.“
Gedichte von Jacobi wurden auch vertont, von Ingeborg von Bronsart, die auch sein Drama König Hiarne zum Vorwurf einer Oper nahm. Ferner wurde Lyrik von Otto Jacobi in die Anthologie Blüthen und Perlen deutscher Dichtung aufgenommen, die bis ins 20. Jahrhundert nachgedruckt wurde.

## Karriere als Jurist
1835 wurde Otto Jacobi zum Justizrat ernannt und am Stadtgericht zu Berlin beschäftigt. Am 4. März 1839 wurde er Appellations-Gerichtsrat.
Seit dem Tod seines Vaters im Februar 1836 lebte der Jurist mit seiner Mutter und seiner jüngeren Schwester in Berlin. Er blieb unverheiratet. 1843 kam Otto Jacobi zum Oberlandesgericht in Frankfurt an der Oder. Dem dortigen Appellationsgericht blieb er zugeordnet, wurde aber 1850 als Hilfsarbeiter beim Obertribunal in Berlin beschäftigt, wo er 1853 zum Obertribunalrat avancierte.
Im selben Jahr traf Karl Rosenkranz in Zürich seinen Freund wieder, den er seit 1849 nicht gesehen hatte, und nahm auf der Limmat-Brücke Abschied von ihm.
Nach einer langwierigen Unterleibs-Erkrankung verstarb Otto Jacobi am 29. Oktober 1855, kaum vierzehn Tage nach dem Tod seiner Mutter, und wurde auf dem Dorotheenstädtisch-Friedrichwerderschen Friedhof I beigesetzt.

## Werke
- als Otto vom Ravensberg:
  - König Hiarne. Trauerspiel in fünf Acten, Duncker und Humblot, Berlin 1835 (Digitalisat).
  - Der böhmische Krieg. Des dreißigjährigen Krieges erster Theil. Tragödie in 5 Akten, G. Reimer, Berlin 1836 (Digitalisat).
  - Richardetto. Drama in einem Act. In: Jahrbücher für Drama, Dramaturgie und Theater 2 (1838), S. 42–51 (Digitalisat).
  - Gustav Adolph und Wallenstein. Tragödie in fünf Akten, G. Reimer, Berlin 1840 (Digitalisat).
  - Mansfeld und Tilly. Tragödie in fünf Akten, G. Reimer, Berlin 1840 (Digitalisat).
- als Otto Jacobi:
  - De Feudorum Origine. Trowitzsch, Berlin 1825 (Digitalisat).
  - Buondelmonte Buondelmonti. Trauerspiel in 5 Aufzügen, Juhr, Ratibor 1833; Hirt, Breslau 1840.
  - Ines und Ortigosa, oder Erinnerungen aus der Schweiz. Eine Novelle, Nestler und Nelle, Hamburg 1849 (Digitalisat).
  - Gedichte.  Duncker und Humblot, Berlin 1853.
  - König Erich von Schweden. Trauerspiel in 5 Acten. Vereins-Buchhandlung, Berlin 1857 (Digitalisat).

## Beiträge in Anthologien
- Fünf Sonette in: Blüthen und Perlen deutscher Dichtung. Für Frauen ausgewählt von Frauenhand. 8. Aufl. (Erstveröffentlichung und 2. verm. Aufl. 1851), Carl Rümpler, Hannover 1857, S. 403–406 (Digitalisat)
- Drei Gedichte in: Schätzkästlein westfälischer Dichtkunst in hoch- und plattdeutscher Sprache. Hrsg. und mit kurzen Lebensbeschreibungen der Dichter und erläuternden Anmerkungen versehen v. Hermann Hartmann, Bruns, Minden 1885, S. 28–31 (Digitalisat).
- O neige deine Flügel. In: Am häuslichen Herd. Schweizerische illustrierte Halbmonatszeitschrift Jg. 53, H. 6, 15. Dezember 1939, S. 121 (Digitalisat).

## Vertonungen
- Ingeborg von Bronsart: Fünf Weihnachtslieder op. 11. Für eine Singstimme mit Begleitung des Pianoforte componirt, Schulzesche Hof-Buchhandlung, Oldenburg 1880 (Digitalisat).